# Префонтейн (фильм)
«Префонтейн» (англ. Prefontaine) — американская драма 1997 года, посвященная истории жизни успешного спортсмена Стива Префонтейна.
Фильм часто сравнивают с американской спортивной драмой 1998 года «Без предела». Картина была выпущена годом позже компанией Warner Brothers. Хотя два фильма и сообщали об одних и тех же событиях, «Префонтейн» рассказывает историю с точки зрения помощника тренера, Билла Деллинджера, который был с ним ежедневно. В фильме показана и перспектива Нэнси Аллемен, подруги Префонтейна на момент его смерти. В кинокартине снялись такие известные актеры, как Джаред Лето (Префонтейн), Эд О’Нилл и Ли Эрми.
В обоих фильмах Билл Боуэрман показан как упорный и тяжёлый тренер. Билл Боуэрман действительно оставался активным с Орегонской программой и с Префонтейном после своего выхода на пенсию.

## Сюжет
История драматической жизни легендарного Стива Префонтейна, спортсмена, которому не было равных на беговой дорожке. Для него не существовало нерушимых границ и недостижимых рекордов. Но «солнце олимпийского золота жестоко к тем, кто подлетает к нему слишком близко».
На пути к победе Префонтейну пришлось пережить горечь поражений, способных остановить любого, но только не его. Великое и трагическое — две стороны одной медали, и Стиву Префонтейну суждено было стать самой трагической великой звездой мирового спорта.

## В ролях
| Актёр                 | Роль                           |
| --------------------- | ------------------------------ |
| Джаред Лето           | Стивен Префонтейн              |
| Линдсей Краус         | мать Стива Эльфрида Префонтейн |
| Питер Энтони Джейкобс | отец Стива Рэймонд Префонтейн  |
| Ли Эрми               | Билл Бауэрман                  |
| Брекин Мейер          | Пэт Тайсон                     |
| Эд О’Нилл             | Билл Деллинджер                |
| Уолли Далтон          | Дик Беркл                      |
| Эми Локейн            | Нэнси Эллман                   |
| Лорел Холломан        | Элейн Финли                    |
| Брайан МакГоверн      | Мак Уилкинс                    |
| Кертвуд Смит          | Кертис Каннингем               |
| Эрик Кинлисайд        | Джеймс Бак                     |
| Шеннон Лето           | Хозяин бара                    |